# Джеймс Ето'о
Джеймс Ето'о (фр. James Eto'o, нар. 19 листопада 2000) — камерунський футболіст, захисник болгарського клубу ЦСКА (Софія).

## Ігрова кар'єра
Народився 19 листопада 2000 року. Вихованець футбольної школи клубу «Нант». У дорослому футболі дебютував 2019 року виступами за резервну команду «Нанта», в якій провів один сезон, взявши участь у 8 матчах чемпіонату, але за основу так і не дебютував. 
У 2020 році він підписав контракт з клубом «Булонь», за який провів 25 матчів протягом сезону 2020/21 років у третьому дивізіоні Франції. Зігравши ще один матч на початку наступного сезону, 23 вересня 2021 року Ето'о уклав контракт з болгарським клубом «Ботев» (Пловдив). У складі нової команди одразу став основним гравцем і провів тут наступні три роки своєї кар'єри гравця. За цей час камерунець взяв участь у 85 матчах чемпіонату та забив два голи, а також зробив помітний внесок у перемогу клубу в Кубку Болгарії в сезоні 2023/24.
2 вересня 2024 року за 1 млн. євро перейшов до іншої місцевої команди ЦСКА (Софія). Станом на 17 червня 2025 року відіграв за армійців з Софії 24 матчі в національному чемпіонаті.

## Виступи за збірну
Ето'о був включений до розширеного складу збірної Камеруну на чемпіонат світу з футболу 2022 року, але не потрапив до фінальної заявки.
У березні 2025 року його нарешті вперше викликали до національної збірної, а 6 червня того ж року Ето'о зіграв свій перший матч за збірну Камеруну, розпочавши в основі товариський матч проти Уганди.

## Статистика виступів

### Статистика клубних виступів
Станом на 20 серпня 2022
| Сезон             | Команда           | Чемпіонат         | Чемпіонат | Чемпіонат | Національний кубок | Національний кубок | Національний кубок | Континентальні кубки | Континентальні кубки | Континентальні кубки | Інші змагання | Інші змагання | Інші змагання | Усього | Усього |
| Сезон             | Команда           | Ліга              | Ігор      | Голів     | Ліга               | Ігор               | Голів              | Ліга                 | Ігор                 | Голів                | Ліга          | Ігор          | Голів         | Ігор   | Голів  |
| ----------------- | ----------------- | ----------------- | --------- | --------- | ------------------ | ------------------ | ------------------ | -------------------- | -------------------- | -------------------- | ------------- | ------------- | ------------- | ------ | ------ |
| 2019–20           | «Нант-2»          | Н2 (IV)           | 8         | 0         |                    | -                  | -                  |                      | -                    | -                    |               | -             | -             | 8      | 0      |
| вер. 2020         | «Булонь-2»        | Н3 (V)            | 1         | 0         |                    | -                  | -                  |                      | -                    | -                    |               | -             | -             | 1      | 0      |
| 2020–21           | «Булонь»          | НЧ (ІІІ)          | 25        | 0         | КФ                 | 3                  | 0                  |                      | -                    | -                    |               | -             | -             | 28     | 0      |
| серп. 2021        | «Булонь»          | НЧ (ІІІ)          | 1         | 0         | КФ                 | -                  | -                  |                      | -                    | -                    |               | -             | -             | 1      | 0      |
| 2021–22           | «Ботев» (Пловдив) | 1Л                | 15+6      | 1+0       | КБ                 | 1                  | 0                  |                      | -                    | -                    |               | -             | -             | 22     | 1      |
| 2022–23           | «Ботев» (Пловдив) | 1Л                | 4         | 0         | КБ                 | 0                  | 0                  | ЛК                   | 2                    | 0                    |               | -             | -             | 6      | 0      |
| Усього за кар'єру | Усього за кар'єру | Усього за кар'єру | 60        | 1         |                    | 4                  | 0                  |                      | 2                    | 0                    |               | -             | -             | 66     | 1      |

## Титули і досягнення
- Володар Кубка Болгарії (1):

«Ботев» (Пловдив): 2023/24